# 말론 키텔
말론 키텔(Marlon Kittel, 1983년 12월 11일 ~ )은 독일의 배우이다.

## 내력
키텔은 본격적인 배우로 활동하기 전에는 스턴트 배우로 활동하였다. 1999년 이후, 키텔은 여러 영화화 TV 시리즈에 출연을 하기 시작하였다. 2004년 영화 《썸머 스톰》에서 맡은 레오 역은 명성도를 쌓는데 한 몫 하였다.

## 사생활
키텔은 피아노, 색소폰, 드럼 연주가 가능하며, 또한 영어, 스페인어, 프랑스어도 유창하게 구사할 수 있다.